# Hiromu Arakawa
Hiromu Arakawa (荒川弘, Arakawa Hiromu ; Hokkaido, 8 mei 1973) is een mangaka, een Japanse striptekenaar.
Haar eerste (en meteen bekroonde) manga heette Stray dog (1999). Het bekendst werd ze dankzij Fullmetal Alchemist, waar ze mee begon in 2001. Daarvan zijn er later ook twee animereeksen met elk een bijhorende langspeelfilm gemaakt, waar zijzelf echter niet bij betrokken was.
Arakawa laat nooit foto's van zichzelf zien, maar tekent zichzelf als een koe met een bril.

## Invloeden
Arakawa stelt dat Suiho Tagawa, de auteur van Norakuro "de bron van haar artistieke stijl" is. Ze leerde compositie en tekenen tijdens haar tijd als assistent voor Hiroyuki Eto. Ze benoemt Rumiko Takahashi, Shigeru Mizuki en Kinnikuman van Yudetamago als belangrijke invloeden op haar werk en is een fan van Mike Mignola

## Manga
- 1999: Stray dog (een one-shot verhaal van 50 pagina's; het won de negende 21st Century "Shönen Gangan" Award)
- 2000: Tontsugeki Tonari no Enikkusu/突撃となりのエニックス
- 2000: Shanghai Yōmakikai/上海妖魔鬼怪
- 2001-2010: Fullmetal Alchemist (Japans:Hagane no Renkinjutsushi/鋼の錬金術師) (won o.a. de 49ste Shogakukan Manga-prijs)
- 2005: Raiden 18 (een one-shot-verhaal in twee delen, gepubliceerd in de 'Sunday GX')
- 2006: Souten no Koumori (een one-shot-verhaal van 65 pagina's, gepubliceerd in de 'Gangan Custom')
- 2006-heden: Juushin Enbu ('Hero Tales') (op een script van Huang Jin Zhou)
- 2011-heden: Gin no Saji ('Silver Spoon') over een jongen die naar een agrarische school gaat.
- 2013-heden: The Heroic Legend of Arslan

## Prijzen
- 1999: 9de 21st Century Enix Prijs voor Stray Dog[3]
- 2003: 49ste Shogakukan Manga-prijs, Shonen categorie voor Fullmetal Alchemist[4]
- 2011: 15de Tezuka Osamu Cultuurprijs, "Nieuwkomersprijs" categorie.[5]
- 2011: 42ste Seiun Award, "Beste sciencefictionstrip" categorie voor Fullmetal Alchemist[6]
- 2012: 5de Manga Taisho Prijs voor Silver Spoon[7]
- 2012: 58ste Shogakukan Manga-prijs, Shonen categorie voor Silver Spoon[8]